# 2009 KA37
2009 JY18, também escrito como 2009 KA37, é um corpo menor que está localizado no disco disperso, uma região do Sistema Solar. Ele possui uma magnitude absoluta de 8,6 e tem um diâmetro estimado de cerca de 84 km.

## Descoberta
2009 JY18 foi descoberto no dia 27 de maio de 2009.

## Órbita
A órbita de 2009 JY18 tem uma excentricidade de 0,368 e possui um semieixo maior de 53,670 UA. O seu periélio leva o mesmo a uma distância de 33,910 UA em relação ao Sol e seu afélio a 73,429 UA.